# Sigsbee (skipjack)
Pour les articles homonymes, voir Sigsbee.
Le Sigsbee est un skipjack de la baie de Chesapeake, construit en 1901 à Deal Island dans le Maryland, (États-Unis). C'est un bateau à deux voiles de type sloop équipé d'une dérive avec un fond en "V". Il est l'un des 35 skipjacks traditionnels survivants de la baie de Chesapeake et membre de la dernière flotte de voile commerciale aux États-Unis. Il est détenu et exploité par la Living Classrooms Foundation à Baltimore.
Il a été inscrit au registre national des lieux historiques en 1985 . Le skipjack est devenu Bateau d'État en 1985  .

## Historique
Il a été construit en 1901 et utilisé pour draguer les huîtres et transporter des marchandises sur la baie jusqu'en 1993.
En 1994, il a été entièrement reconstruit et certifié pour transporter des passagers. Aujourd'hui, Sigsbee navigue dans les baies de Chesapeake et du Delaware, enseignant aux étudiants l'écologie, l'histoire et l'importance économique de ses eaux locales. Il drague les huîtres et chalute toujours le poisson quotidiennement, mais uniquement à des fins éducatives. I navigue entre mars et novembre et propose des programmes de 1 jour à 10 jours. Il est parfois exposé au Chesapeake Bay Maritime Museum

## Galerie

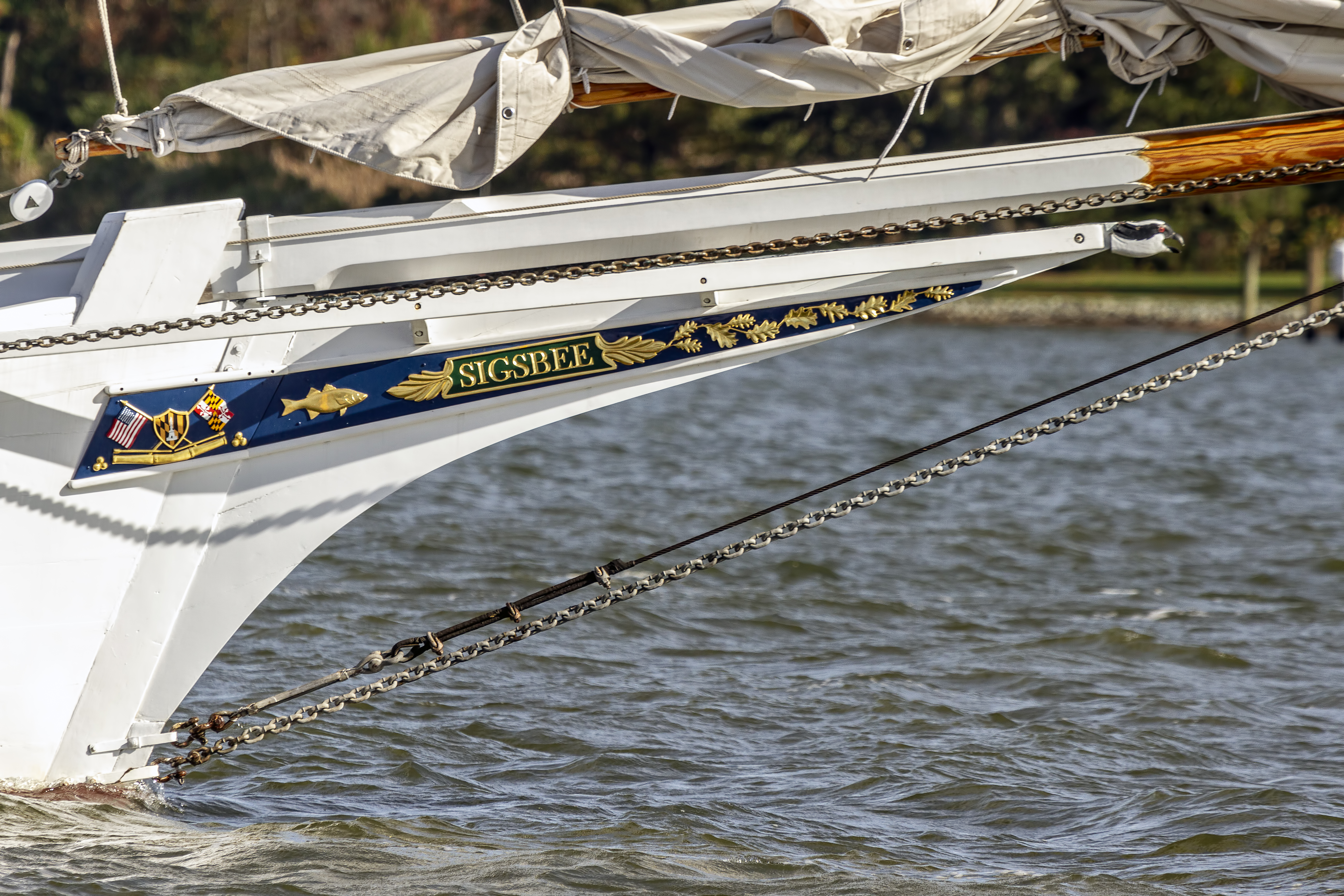
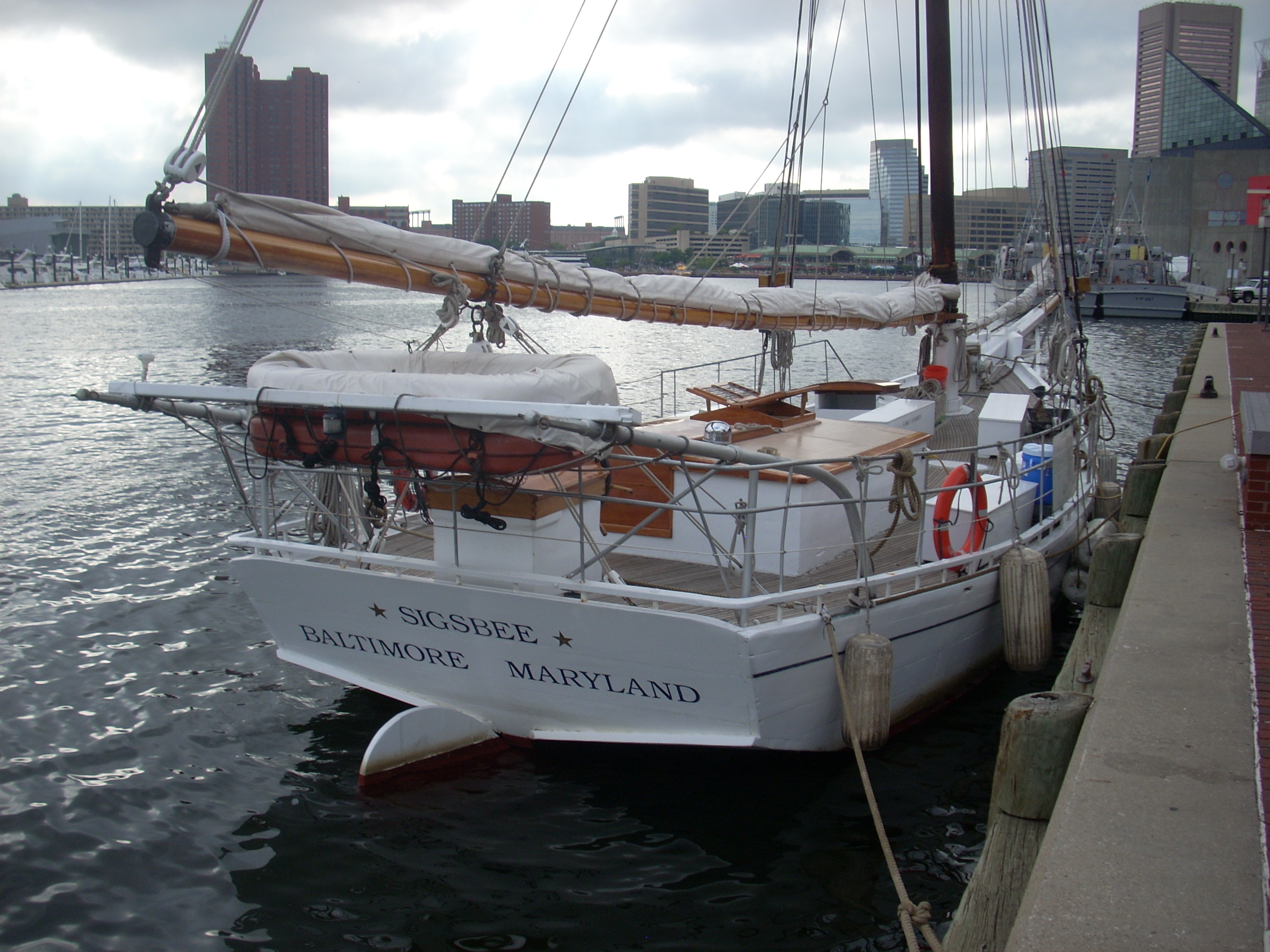
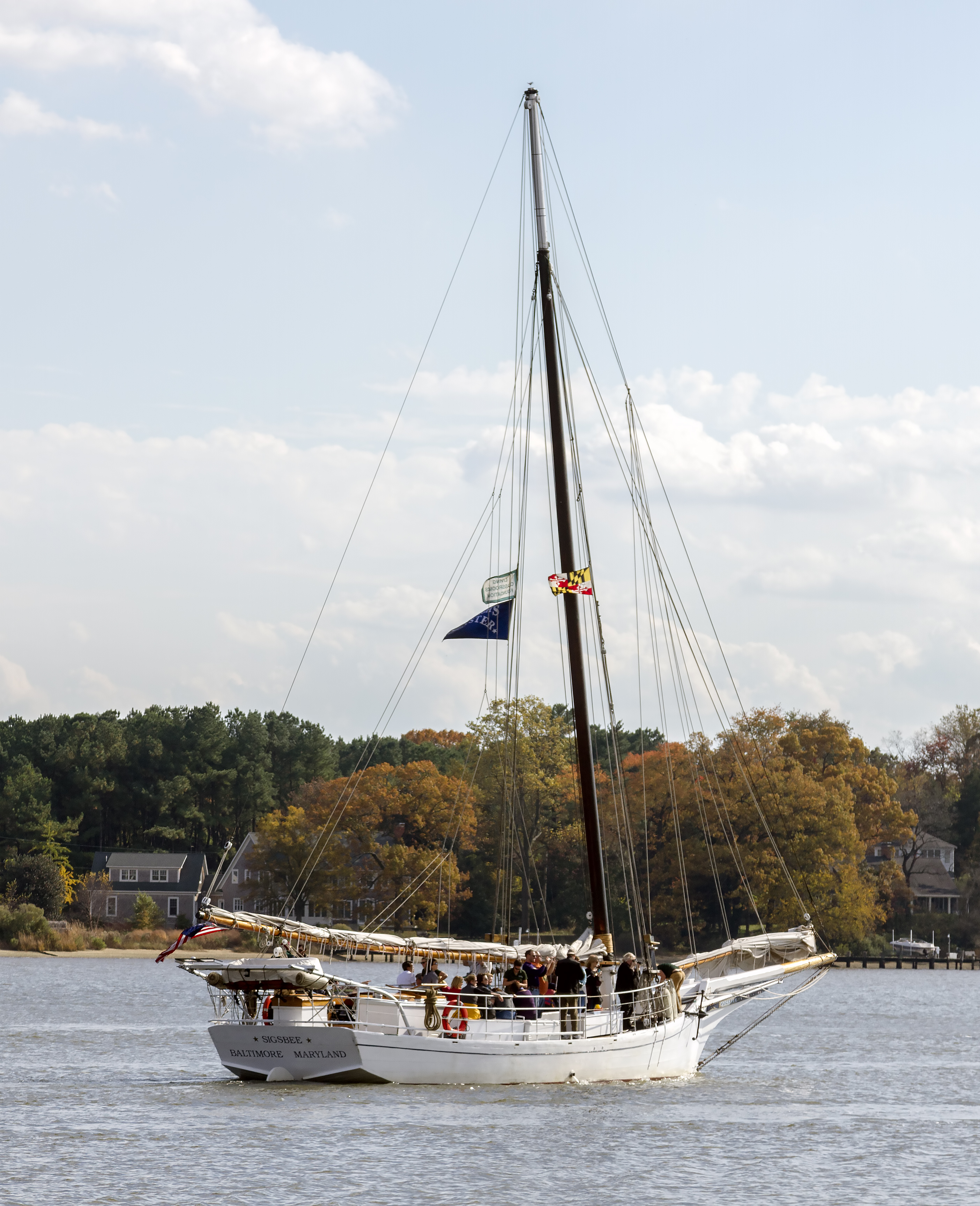